# Taciano
Taciano, o Assírio (fl. c. 120–172) foi um escritor do cristianismo primitivo, um gnóstico e um teólogo do século II.
O trabalho mais influente de Taciano foi o Diatessarão, uma paráfrase bíblica, ou "harmonia", dos quatro evangelhos, que se tornou o texto padrão nas igrejas siríacas até o século V, quando ele perdeu o lugar para os evangelhos da Peshitta

## Vida
Sobre a data e local de seu nascimento, pouco se sabe além do que ele mesmo diz em sua obra "Aos Gregos": que ele nasceu "na terra dos Assírios". O atual consenso é que ele morreu em ca. 185, talvez na província romana da Síria.
Finalmente, ele veio para Roma, onde ele parece ter permanecido por algum tempo. Ali provavelmente ele tomou contato com o Cristianismo pela primeira vez. De acordo com seu próprio relato, foi principalmente a sua aversão aos cultos pagãos que o levaram a despender seu tempo pensando nas questões religiosas. Pelo Antigo Testamento, diz ele, foi convencido da impossibilidade de resolver a questão do paganismo. Ele adotou a religião cristã e se tornou pupilo de Justino Mártir. Foi um período quando os filósofos cristãos competiam com os sofistas gregos e, como Justino, ele abriu uma escola em Roma. Não se sabe por quanto ele permaneceu ali sem ser perturbado.
Após a morte de Justino, em 165, a vida de Taciano novamente caiu na obscuridade. Ireneu diz que após a morte de Justino, ele foi expulso da escola por causa de suas visões encratitas (ascéticas) e também o acusa de ter sido discípulo do gnóstico Valentim. Eusébio o acusou de ter fundado uma seita encratita. Parece claro que Taciano deixou Roma, talvez para morar um tempo ou na Grécia ou em Alexandria. Epifânio relata que Taciano estabeleceu uma escola na Mesopotâmia e cuja influência se estendia até Antioquia, na Síria, e era sentida até mesmo na Cilícia e especialmente na Pisídia[carece de fontes?].
O desenvolvimento inicial da igreja síria nos fornece um exemplo da atitude de Taciano na vida real. Assim pensava Afraates sobre as condições do batismo, em que o catecúmeno jura celibato. Segundo ele, isso mostraria quão firmes a visão de Taciano estavam estabelecidas na Síria e também suporta a opinião de que ele foi o missionário dos países ao redor do Eufrates.

## Obras

### Aos Gregos
Sua obra "Aos Gregos" (em latim: Oratio ad Graecos) tenta provar que o paganismo não vale nada, a razoabilidade e grande antiguidade do Cristianismo. Ela não é caracteriza pela uma sequência lógica, mas é discursiva nas linhas gerais. Porém, Já na época de Eusébio, Taciano era elogiado por suas discussões sobre a antiguidade de Moisés e da Lei judaica e foi por causa desta seção que a "Aos Gregos" não foi condenado de maneira geral.

### Diatessarão
A maior de suas obras foi o Diatessarão (em latim: Diatessaron), uma "harmonia" ou síntese dos quatro Evangelhos do Novo Testamento em uma narrativa combinada da vida de Jesus. Efrém da Síria se referiu a ele como o Evangelion da Mehallete ("O Evangelho dos Misturados") e ele foi praticamente o único texto evangélico utilizado na Síria durante os séculos III e IV.
No século V, o Diatessarão foi substituído nas igrejas siríacas que ainda o utilizavam pelos quatro evangelhos originais (Peshitta). Rábula de Edessa, bispo de Edessa, ordenou aos padres e diáconos que garantissem que todas as igrejas deveriam ter uma cópia dos evangelhos separados (Evangelion da Mepharreshe). Teodoreto, bispo de Cirro, removeu mais duzentas cópias do Diatessarão das igrejas de sua diocese.
Um número de versões do Diatessarão estão disponíveis. A mais antiga, parte da família oriental, está preservada no "Comentário" de Efrém sobre a obra de Taciano. Esta, por sua vez, foi preservada em duas versões: uma tradução armênia preservada em duas cópias e uma cópia do texto original em siríaco do final do século V / início do VI, que foi editada por Louis Lelow (Paris, 1966). Outras traduções incluem versões para o arábico, persa e georgiano antigo.
Um fragmento da narrativa sobre a paixão encontrado nas ruínas de Dura Europo em 1933, que já se imaginou como sendo parte do Diatessarão, já não é mais considerada como parte dele pelos estudiosos.
O mais antigo membro da família ocidental das versões é a Codex Fuldensis (em latim), escrito a pedido do bispo Vítor de Cápua em 545. Embora o texto seja claramente dependente da Vulgata, a ordem das passagens é peculiar à forma como Taciano as arrumou. A influência dele pode ser detectada muito antes nestes manuscritos latinos, como na tradução Vetus Latina (Latim Antigo) da Bíblia e nos escritos de Novaciano que sobreviveram.

### Outras obras
Numa obra perdida, chamada "Sobre a Perfeição, de acordo com a Doutrina do Salvador", Taciano aponta o matrimônio como o símbolo da prisão da carne ao mundo perecível e atribuiu a "invenção" do matrimônio ao demônio. Ele distingue entre o velho e o novo homem; o antigo homem é a Lei, o novo homem, o Evangelho. Esta obra, claramente gnóstica, foi refutada na antiguidade por Clemente, no seu texto Stromata.
Outras obras perdidas incluem um texto escrito antes de "Aos Gregos" que contrasta a natureza do homem com a dos animais,  e uma "Problematon biblion", onde ele seria capaz de explicar as partes obscuras e escondidas da Bíblia, segundo Eusébio.